# جيمي مكومب
جيمي مكومب (بالإنجليزية: Jamie McCombe)‏ (1 يناير 1983 في المملكة المتحدة - ) هو لاعب كرة قدم بريطاني في مركزي قلب الدفاع والدفاع. لعب مع بريستون نورث إيند وستيفيناغ بوروه وسكونثورب يونايتد ونادي بريستول سيتي ونادي دونكاستر روفرز وهدرسفيلد تاون ونادي هاليفاكس تاون ولينكولن سيتي أف سي.

## وصلات خارجية
- جيمي مكومب على موقع قاعدة بيانات كرة القدم.إي يو (الإنجليزية)
- جيمي مكومب على موقع Soccerbase.com (لاعب) (الإنجليزية)